# Martijn van der Laan
Martijn van der Laan (Hoogezand, 29 juli 1988) is een voormalig Nederlands profvoetballer die doorgaans uitkwam als centrale verdediger.

## Clubcarrière
Van der Laan speelde in de jeugd van VV Hoogezand en FC Groningen. In 2008 debuteerde hij voor de Groningers. In het seizoen 2007/2008 kwam hij tot twee wedstrijden voor het eerste elftal van de Groningers.
Van der Laan verkaste in de zomer van 2008 hij naar SC Veendam. In januari 2011 werd hij voor zes maanden verhuurd aan SC Cambuur, dat hem daarna overnam.
Na het seizoen 2013/2014 werd Van der Laan, samen met Cambuur-collega Ramon Leeuwin, als tweede verkozen in het Nederlands voetballer van het jaarklassement van De Telegraaf.
In juli 2014 keert Van der Laan terug bij FC Groningen, dat hem overneemt van SC Cambuur. Een jaar later wordt hij weer verhuurd aan Cambuur. Hij speelt in het seizoen 2015/16 21 wedstrijden voor de club uit Leeuwarden. Bij terugkeer in Groningen blijkt dat Van der Laan overbodig is in de ogen van de club. Hij speelt in het seizoen 2016/17 twee wedstrijden bij FC Groningen en wordt voornamelijk gebruikt als speler voor het tweede elftal.
Vanaf seizoen 2019/2020 komt Van der Laan uit voor zaterdaghoofdklasser SC Genemuiden.
Van der Laan was Nederlands jeugdinternational en nam deel aan het Europees kampioenschap voetbal onder 17 - 2005 (tweede plaats) en het Wereldkampioenschap voetbal onder 17 - 2005 (derde plaats).

## Clubstatistieken
| Seizoen | Club         | Competitie     | Competitie | Competitie | Beker | Beker | Overig | Overig | Totaal | Totaal |
| Seizoen | Club         | Competitie     | Wed.       | Dlp.       | Wed.  | Dlp.  | Wed.   | Dlp.   | Wed.   | Dlp.   |
| ------- | ------------ | -------------- | ---------- | ---------- | ----- | ----- | ------ | ------ | ------ | ------ |
| 2007/08 | FC Groningen | Eredivisie     | 2          | 0          | 0     | 0     | —      | —      | 2      | 0      |
| 2008/09 | SC Veendam   | Eerste divisie | 23         | 0          | 0     | 0     | —      | —      | 23     | 0      |
| 2009/10 | SC Veendam   | Eerste divisie | 26         | 2          | 0     | 0     | —      | —      | 26     | 2      |
| 2010/11 | SC Veendam   | Eerste divisie | 5          | 0          | 1     | 0     | —      | —      | 6      | 0      |
| 2010/11 | → SC Cambuur | Eerste divisie | 8          | 0          | 0     | 0     | 2      | 0      | 10     | 0      |
| 2011/12 | SC Cambuur   | Eerste divisie | 30         | 3          | 1     | 0     | 1      | 0      | 32     | 3      |
| 2012/13 | SC Cambuur   | Eerste divisie | 22         | 1          | 1     | 0     | —      | —      | 23     | 1      |
| 2013/14 | SC Cambuur   | Eredivisie     | 31         | 0          | 2     | 0     | —      | —      | 33     | 0      |
| 2014/15 | FC Groningen | Eredivisie     | 12         | 0          | 0     | 0     | —      | —      | 12     | 0      |
| 2015/16 | → SC Cambuur | Eredivisie     | 21         | 0          | 0     | 0     | —      | —      | 21     | 0      |
| 2016/17 | FC Groningen | Eredivisie     | 2          | 0          | 0     | 0     | —      | —      | 2      | 0      |
| 2017/18 | SC Cambuur   | Eerste Divisie | 7          | 0          | 2     | 0     | —      | —      | 9      | 0      |
| Totaal  | Totaal       | Totaal         | 189        | 6          | 7     | 0     | 3      | 0      | 199    | 6      |

## Erelijst
Met  FC Groningen
| Nationaal               |    |         |  |
| Winnaar KNVB beker      | 1x | 2014/15 |  |
| Kampioen eerste divisie | 1x | 2012/13 |  |